# Jan Sokol (architekt)
Jan Sokol (25. května 1904 Roudnice – 27. září 1987 Praha) byl český architekt a památkář, profesor a v letech 1942–1945 rektor Vysoké školy uměleckoprůmyslové. Jako stipendista francouzské vlády absolvoval roční stáž v ateliéru architekta Le Corbusiera v Paříži (1928–1929), kde se seznámil také s architektem Augustem Perretem.

## Život
Narodil se v rodině středoškolského profesora matematiky a fyziky, když se rodina odstěhovala do Náchoda, vedl tam skautský oddíl. Po maturitě v letech 1923–1928 studoval na dnešním ČVUT v Praze u prof. Antonína Engela. V letech 1928–1929 pracoval jako stipendista v ateliéru Le Corbusiera v Paříži a po krátkém studijním pobytu v Anglii a v Holandsku studoval do roku 1932 na Akademii výtvarných umění u Josefa Gočára. V letech 1932–1936 pracoval jako architekt na Ministerstvu veřejných prací a na Pražském Hradě u Pavla Janáka. Byl stálým spolupracovníkem francouzského časopisu pro soudobou architekturu L'architecture d'aujourdhui. Zajímal se o dějiny umění, byl členem Klubu za starou Prahu a spřátelil se s Vojtěchem Birnbaumem a Josefem Cibulkou. Roku 1935 se oženil s Jiřinou Nušlovou a měl s ní dva syny – filozofa Jana Sokola ml. a grafika Václava Sokola.
Od roku 1936 působil na dnešní VŠUP, kde přednášel Nauku o slohu, od roku 1940 jako profesor. V roce 1941 převzal vedení ateliérů Pavla Janáka a Otakara Novotného, kteří odešli do penze. UmPrum nebyla vysokou školou a mohla se vyhnout uzavření českých vysokých škol. Rektorem se ale nesměl stát člověk, podezřelý z levicových sympatií, a tak na nátlak kolegů tuto funkci v roce 1942 přijal. V období protektorátu byl členem pražské Plánovací komise pro hlavní město Prahu a okolí. Koncem války onemocněl tuberkulózou a po infarktu roku 1951 musel ateliér opustit. Následně se dva roky věnoval památkové péči, když pro Památník národního písemnictví zpracovával rekonstrukci Strahovského kláštera. V letech 1953–1959 mu bylo znovu umožněno, jako odbornému asistentovi, přednášet na VŠUP Nauku o slohu. K roli památkáře-architekta se vrátil v letech 1959–1964, kdy pracoval ve Státním ústavu památkové péče a ochrany přírody (SÚPPOP), od roku 1966 pak ve Státním ústavu pro  rekonstrukci památkových měst a objektů (SÚRPMO).

## Dílo

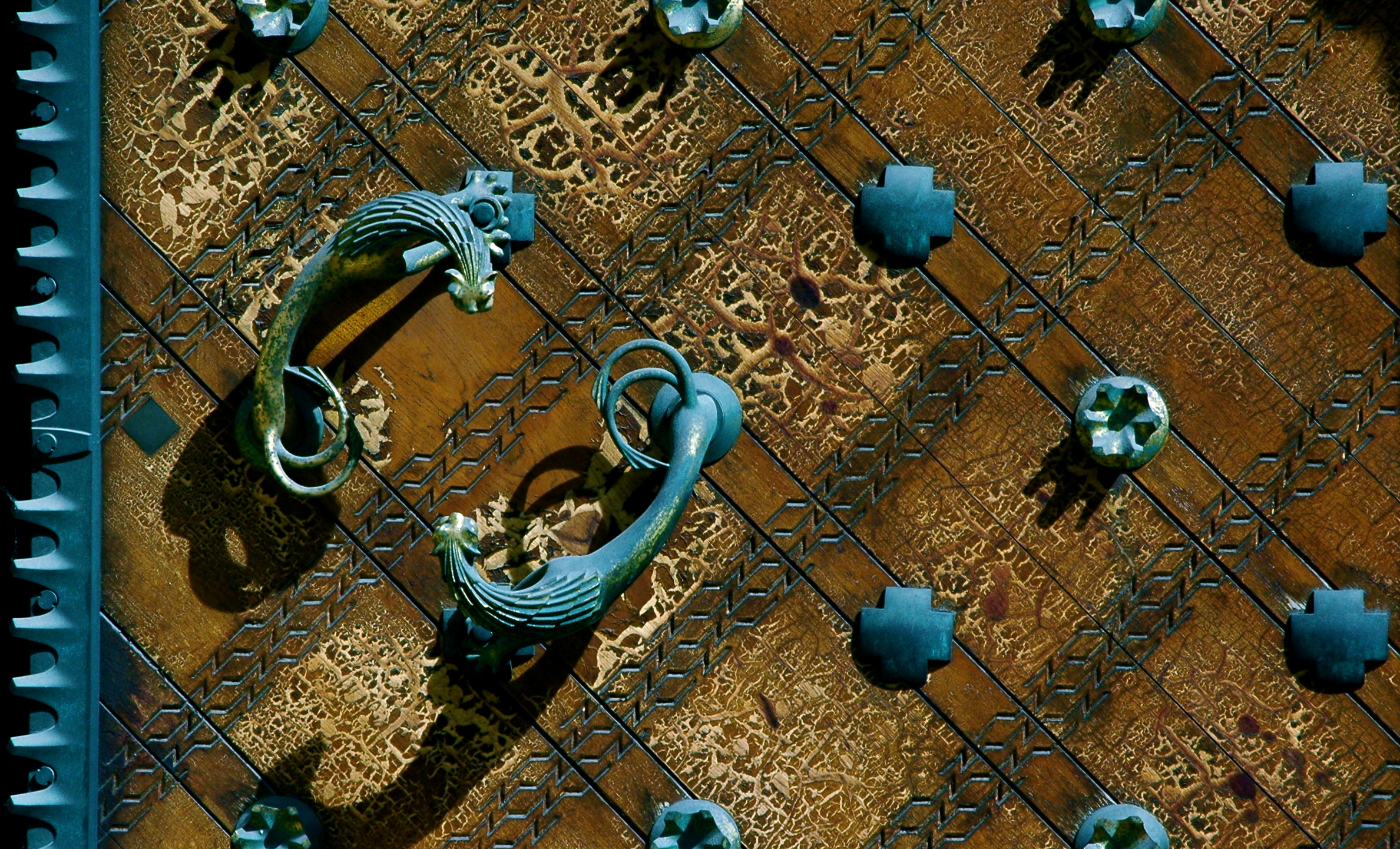
Detail vrat Zlaté brány

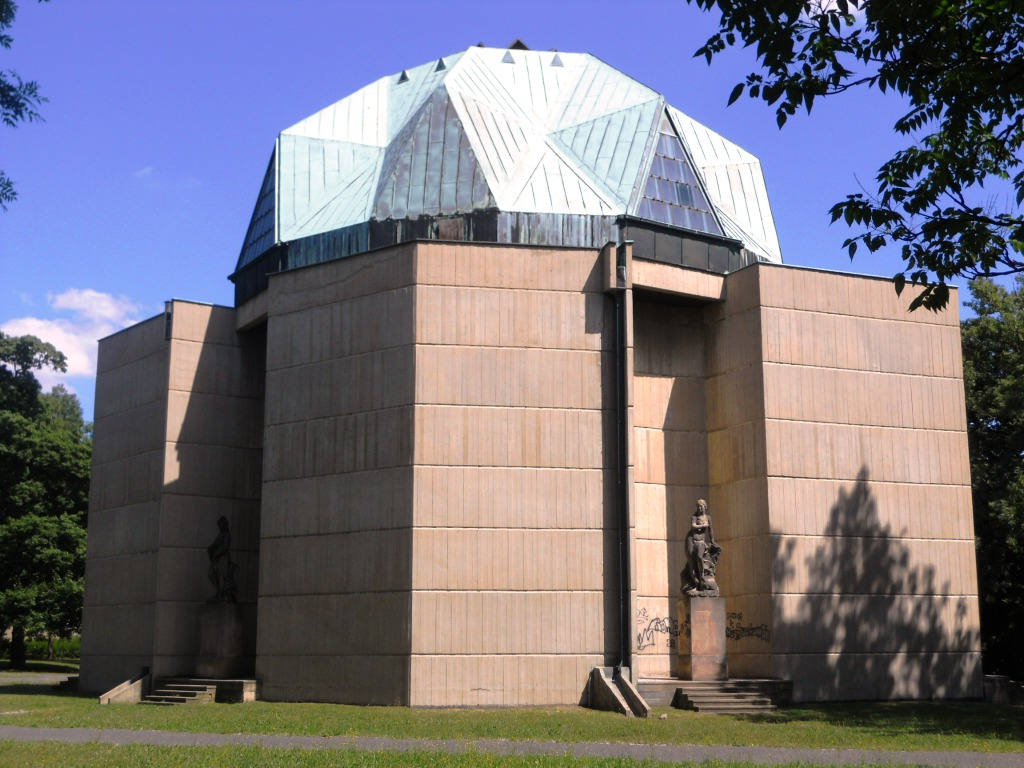
Pavilon v zámeckém parku v Duchcově (1966)

Hlavně pro jeho křesťanské přesvědčení zůstala většina jeho prací ve fázi studií a soutěžních projektů na papíře. Je znám jako autor mnoha liturgických doplňků – oltáře, kalichy, návrhy pomníků, relikviáře nebo doplňky interiérů. V jeho práci se často objevují projekty kostelů a často spolupracoval se sochařem Josefem Wagnerem.
Na doporučení Pavla Janáka nastoupil do Správy pražského hradu, kde ve 30. letech pracoval například na úpravách Královského letohrádku a přilehlého giardinetta. V roce 1935 neuspěl se soutěžním návrhem na nový katolický kostel ve Strašnicích. Nerealizován byl rovněž vítězný soutěžní návrh na katolický kostel ve Zlíně z roku 1940 a v Praze na Pankráci (1948). Naopak realizován byl Sokolův vlastní rodinný dům v Praze-Břevnově (1938) a vila v pražských Střešovicích (1947, po roce 1990 necitlivě přestavěná pro Vladimíra Železného). Roku 1937 společně se sochařem Josefem Wagnerem navrhl nový oltář pro baziliku sv. Jiří. Za německé okupace byl oltář odstraněn a nedochoval se. V roce 1947 navrhl skleněný relikviář na lebku sv. Vojtěcha pro katedrálu sv. Víta na Pražském hradě.
Po těžké nemoci a vynuceném odchodu z UmPrum se věnoval památkové péči jako pracovník SÚPPOP, později jako vedoucí architekt SÚRPMO. Vedl například rekonstrukci památkové rezervace Cheb, kromě toho se věnoval návrhům drobných úprav kostelních prostor nebo sakrálních předmětů. Po návratu na Pražský hrad pracoval na úpravách Starého královského paláce a interiéru katedrály sv. Víta. Realizováno bylo pouze torzo – například oltářní stůl (menza) do hlavní chrámové lodi (spolupráce se sochařem Janem Frömlem) a chrámová vrata Zlaté brány z let 1956–1966. Navrhl úpravy Přemyslovského paláce v Olomouci. V roce 1966 navrhl pavilon pro umístění barokní fresky Václava Vavřince Reinera v Duchcově, realizovaný v letech 1973–1982. Do pavilonu byla freska přenesena ze špitálu zbořeného kvůli těžbě uhlí.
Navrhl pomník Jaroslava Vrchlického na Petříně a vyhrál soutěž na pomník Antonína Dvořáka na dnešním Palachově náměstí v Praze – dle jeho návrhu měla socha stát před filozofickou fakultou na vysokém pylonu s kašnou. Je autorem několika náhrobků svých přátel. V Uhřínově je dle jeho návrhu proveden hrob Jana Zahradníčka, v Praze hroby Josefa Šusty, Jana Patočky, Vladimíra Jedličky a Františka Nušla.

### Vybrané projekty a realizace
- 1932–1935: Kostel ve Strašnicích (projekt)
- 1940: Návrh kostela a památníku Tomáše Bati ve Zlíně (projekt)
- 1948: Kostel na Pankráci (projekt)
- 1956–1966: Zlatá brána do chrámu sv. Víta
- 1965: návrh na obnovu Emauz (projekt)
- 1963: soutěžní návrh na Staroměstskou radnici
- 1967–1968: Kostel pro Luhačovice (projekt)
- 1966: návrh – zámecký pavilón s Reinerovou freskou u zámku Duchcov, realizace projektu 1973 až 1982

## Spisy
- CIBULKA, Josef; SOKOL, Jan. Soupis památek historických a uměleckých v okresu lanškrounském. V Praze: Archaeologická komise při České akademii věd a umění, 1935.
- SOKOL, Jan. Františkovy Lázně. Plzeň: Krajské středisko státní památkové péče a ochrany přírody, 1965.
- SOKOL, Jan; PEŤAS, František; MLADĚJOVSKÁ, Mira; ROKYTKA, Hugo. Cheb: Městská památková rezervace a hrad. Praha: Sportovní a turistické nakladatelství, 1966.
- SOKOL, Jan; VYBÍRAL, Jindřich. Dlouhá léta s architekturou. Praha: KLP-Koniasch Latin Press, 1997.
- SOKOL, Jan; DURDÍK, Tomáš; ŠTULC, Josef. Ochrana, údržba a stavební úpravy zřícenin hradů. Praha: Státní ústav památkové péče, 1998.
- SOKOL, Jan; SOKOL, Václav. Moje plány: paměti architekta. Praha: Triáda, 2004.